# チェイス&ステイタス
チェイス&ステイタス(Chase & Status)は、ソウル・ミルトン(Saul Milton)とウィル・ケナード(Will Kennard)によるイギリスの音楽デュオ。ドラムンベースなどのジャンルで知られる。ライブではアンディ・ガンガディーン(Andy Gangadeen)がドラマーを務める。以前はMC RageがグループのMCとして活動していたが、2021年7月にソロ活動に専念するため脱退した。
2人はロンドン出身で、2003年にマンチェスターの大学で出会ったことをきっかけに結成された。2025年1月時点で7枚のスタジオアルバムをリリースし、プランB、シーロー・グリーン、リアーナ、エグザンプル、タイニー・テンパー、ストームジーなどの著名なアーティストとコラボレーションしている。独立系レコードレーベル「MTA Records」を運営しているほか、ケナードは2014年に「ELAM(East London Arts and Music)」を設立した。
2023年にアルバム「2 RUFF, Vol.1」をリリース。リードシングル「Baddadan」は全英シングルチャート15週連続トップ10入りを果たした。そして2024年には、ストームジーとのコラボレーション曲「Backbone」で全英シングルチャート1位を獲得した。2024年のブリット・アワードでは「最優秀プロデューサー賞(Producer of the Year)」を受賞した。

## ディスコグラフィ
- More than Alot (2008年)
- No More Idols (2011年)
- Brand New Machine (2013年)
- Tribe (2017年)
- Rtrn Ⅱ Jungle (2019年)
- What Came Before (2022年)
- 2 RUFF, Vol.1 (2023年)

## 外部サイト
- チェイス&ステイタス (@chaseandstatus) - Instagram
- チェイス&ステイタス - Discogs（英語）
- Chase & Status video interview on Virgin Red Room
- Chase & Status on TopDeejays